# Parashorea parvifolia
Parashorea parvifolia är en tvåhjärtbladig växtart som beskrevs av Wyatt-smith och Peter Shaw Ashton. Parashorea parvifolia ingår i släktet Parashorea och familjen Dipterocarpaceae. Inga underarter finns listade i Catalogue of Life.